# آدونیس کرید
آدونیس کرید (به انگلیسی: Adonis Creed) یک شخصیت تخیلی از مجموعه فیلم‌های کرید (۲۰۱۵)، کرید ۲ (۲۰۱۸) و کرید ۳ (۲۰۲۲) است. نقش این شخصیت را مایکل بی. جردن در هر سه قسمت بازی می‌کند.
در فضای تخیلی فیلم‌ها، دانی پسر نامشروع قهرمان فقید و سابق جهان آپولو کرید است که حاصل رابطه نامشروع قهرمان سابق سنگین‌وزن و زنی با نام خانوادگی جانسون است که در دهه ۱۹۹۰ درگذشت. دانی چند سال اول زندگی خود را در مراکز نگهداری و نوجوانان می‌گذراند تا اینکه متعاقباً توسط مری آن کرید، بیوه آپولو، به فرزندی پذیرفته شد. او زندگی لوکسی دارد و شغل ثابتی دارد، اما آن را رها کرده و رؤیای مادام العمر یعنی تبدیل شدن به یک بوکسور حرفه‌ای را دنبال می‌کند. او به فیلادلفیا می‌رود و دوست مرحوم پدرش راکی بالبوآ را متقاعد می‌کند تا او را آموزش دهد و او را راهنمایی کند.

## داستان کرید
در سال ۱۹۹۸، آدونیس جانسون در یک بازداشتگاه نوجوانان در لس آنجلس وقت می‌گذراند و اغلب با دیگر کودکان دعوا می‌کند. در نتیجه او را به سلول انفرادی می‌برند. مری آن کرید (فیلیسیا رشاد)، بیوه آپولو، با دانی ملاقات می‌کند و او را به فرزندی قبول می‌کند. به او می‌گوید که او پسر آپولو کرید است (پسری از یک رابطه خارج از ازدواج) هفده سال بعد، در سال ۲۰۱۵، دانی (با استفاده از نام خانوادگی مادر بیولوژیکی خود جانسون) یک جوان ثروتمند فارغ التحصیل دانشگاهی است که در یک شرکت اوراق بهادار در گروه مالی اسمیت بوردلی کار می‌کند. با این حال، در تعطیلات آخر هفته، او مخفیانه به تیخوانا می‌رود تا در مسابقات بوکس حرفه‌ای در برابر حریفان نامعلوم مبارزه کند و رکورد شکست ناپذیر ۱۵ پیروزی را حفظ می‌کند. به زودی، آدونیس از شغل شرکت اوراق بهادار خود استعفا می‌دهد تا رویای خود را برای بوکس شدن دنبال کند. مری آن به شدت با بوکسور شدن دانی مخالفت می‌کند و به او می‌گوید که چگونه شوهرش سی سال پیش در جریان مسابقه با ایوان دراگو در رینگ کشته شد و چگونه راکی بالبوآ پس از آسیب مغزی مجبور به بازنشستگی شد. ولی آدونیس بدون ترس از محل سکونت مادرش نقل مکان می‌کند و به فیلادلفیا سفر می‌کند تا به دنبال بهترین دوست و رقیب سابق پدرش، راکی (با بازی سیلوستر استالونه) باشد.